# Гавань (фильм)
«Гавань» (англ. Haven) — криминальная драма 2004 года.

## Сюжет
Американского бизнесмена Карла Ридли круто подставили его деловые партнёры, и, кроме того, им почему-то заинтересовалась налоговая полиция. Чтобы избежать неприятностей, буквально наступающих ему на пятки, Карл срывается с места с кругленькой суммой в кармане и в спешном порядке едет на Каймановы острова.
Вместе с ним сюда едет и красавица-дочь — 18-летняя Пиппа (Агнес Брукнер). Пока отец разговаривает с адвокатом и пытается выгодно пристроить миллион долларов, она знакомится с Фрицем — одним из завсегдатаев местной молодёжной тусовки. Круг его интересов — машины, девочки, наркотики и он сам. Попав под обаяние Фрица, Пиппа отправляется с ним на вечеринку, где собирается вся «золотая молодёжь» Кайманов.
Волей случая на той же вечеринке оказывается и Шай (Орландо Блум) — простой рабочий одного из доков. Он влюблен в Андреа (Зои Салдана) — дочь своего начальника и местного «авторитета». Надо ли говорить, что семья Андреа категорически против их взаимоотношений? Однако влюбленные встречаются тайно, пока однажды утром брат Андреа не увидел, как Шай выскакивает из окна Андреа.
Эти три линии и образуют сюжет фильма «Гавань». Несмотря на их взаимосвязь, они лишь иногда пересекаются, чтобы затем снова разбежаться.

## В ролях
| Актёр           | Роль         |
| --------------- | ------------ |
| Орландо Блум    | Шай          |
| Зои Салдана     | Андреа       |
| Билл Пэкстон    | Карл Ридли   |
| Виктор Расук    | Фритц        |
| Стивен Диллейн  | Мистер Аллен |
| Разаак Адоти    | Ричи Рич     |
| Агнес Брукнер   | Пиппа        |
| Джой Брайант    | Шейла        |
| Бобби Каннавале | лейтенант    |